# Aimbedes
Aimbedes (em grego clássico: Αυμβέδης; em persa médio: ʾdwynpty; romaniz.: lit. "Ēwēnbed") ou āyēnbed, foi um título pálavi atestado desde o século III. Foi conferido por Vararanes II (r. 274–293) ao mago Cindir em conexão com sua posição no templo de fogo de Anaide-Ardaxir e a dama Anaíta de Estacar. Como o título é raramente citado, sua função é dificilmente definida. Também ocorre em duas bulas da coleção da Biblioteca Nacional em Paris; segundo Rika Gyselen, a legenda das bulas, não acompanhada por representações, sugere um selo administrado da cidade de Susa e não o selo pessoal de um oficial.
O título também é conhecido em fontes siríacas como ʾynbd/ʾynwd. No relato de Mar Petião, o aimbedes é associado com os cavaleiros, que parece indicar uma função militar ou policial. No relato do martírio de Mar Aba, um aimbedes chamado Cardague é também designado "mago e juiz do império" (šahr-dādwar). Essas três funções são aparentemente aquelas que Cindir ocupou como hamšahr mowbeduddādwar e aimbedes. Essa função também esteve relacionada com o ēwēn-nāmag (livro dos modos), que é atestado na literatura pálavi tardia e árabo-persa. Rika Gyselen oscila entre uma função financeira (pela presença do termo āyēn) ou arquivista, enquanto as fontes siríacas sugerem uma função religiosa, talvez envolvendo a salvaguarda das tradições.